# Gilbert Arenas
Gilbert Jay Arenas Jr. (* 6. Januar 1982 in Tampa, Florida) ist ein ehemaliger US-amerikanischer Basketballspieler, der von 2001 bis 2012 in der NBA aktiv war. Der 3-malige NBA All-Star galt lange Zeit als starker Scorer und hatte zwei Saisons, in denen er durchschnittlich fast 30 Punkte pro Spiel erzielte. Arenas wurde neben seinen All-Star-Nominierungen 3-mal ins All-NBA-Team gewählt und gewann im Jahr 2003 die Auszeichnung des Most Improved Players.
Arenas wurde für den Großteil der Saison 2009/10 gesperrt. Gründe dafür waren Waffenbesitz im Dezember 2009 und anschließende kleinere Vergehen, die damit in Verbindung standen.

## Karriere

### Collegezeit und Draft
Gilbert Arenas verbrachte zwei Spielzeiten am College an der University of Arizona und erreichte durchschnittlich 15,8 Punkte pro Spiel. Trotz einer erfolgreichen Collegezeit gaben ihm Analysten keine Chancen in der NBA. Nachdem die Golden State Warriors ihn im NBA-Draft 2001 in der zweiten Runde drafteten, änderte er seine Trikotnummer zu „0“. Die Null steht dafür, dass sogenannte Experten ihm „Null“ Punkte in der NBA prophezeiten. Davon wollte sich Arenas aber nicht beirren lassen und spielte dann nach monatelangem, hartem Training in der NBA.

### NBA
Arenas bekam in seiner Debütsaison mehrere Einsätze und überraschte in 47 Spielen mit 10,3 Punkten pro Spiel. In seinem zweiten Jahr steigerte seinen Wert auf 18,3 Punkte pro Spiel und wurde von der NBA zum Most Improved Player ausgezeichnet.
Im Sommer 2003 wechselte Arenas zu den Washington Wizards. Da er zu diesem Zeitpunkt kein Restricted Free Agent war, konnten die Warriors mit dem Angebot der Wizards nicht gleichziehen, zumal Arenas kein Erstrunden-Draftpick war. Später wurde die „Gilbert Arenas Rule“ eingeführt, die NBA-Teams erlaubt, mit ihren Zweitrunden-Picks, auch nach Auslaufen des Vertrages, unter bestimmten Konditionen zu verlängern. In der Saison 2004–05 erzielte Arenas 25,5 Punkte pro Spiel und führte zusammen mit Larry Hughes die Wizards in die NBA-Playoffs. Ebenso erhielt er in diesem Jahr, seine erste von insgesamt drei All-Star-Nominierungen (2005, 2006 und 2007).
In der Saison 2006/07 war Gilbert Arenas einer der Top-5-Scorer in der NBA mit 29,3 Punkten pro Spiel. In dieser Saison brach er außerdem den Washington-Wizards-Franchise-Rekord für Punkte in einem Spiel, von Earl Monroe (60 Punkte gegen die LA Lakers um Kobe Bryant). Gilbert Arenas, auch „Agent Zero“ genannt, erzielte ebenso 54 Punkte gegen die Phoenix Suns und 51 gegen die Utah Jazz. Er war darüber hinaus ein erfolgreicher Werfer in den letzten Sekunden eines Spieles. Diese Last-Minute-Würfe werden auch Buzzer Beater genannt. Arenas war in dieser Zeit bei den Fans populär, welches sich beim All-Star-Game 2007 zeigte, als er als erster Spieler Vince Carter aus der Starting Five verdrängen konnte.
In der Saison 2007/08 konnte Arenas aufgrund einer Knieverletzung nur 13 Spiele in der regulären Saison bestreiten. Zwar war er in den Playoffs wieder in der Rotation, spielte jedoch angeschlagen und erhielt vergleichsweise wenige Spielminuten.
Trotz seiner Verletzungen unterzeichnete er im Juni 2008 einen großen neuen Vertrag bei den Wizards, der ihm über sechs Jahre 124 Millionen US-Dollar einbringen sollte. Auch die Golden State Warriors waren an ihm interessiert und boten ihm einen vergleichbaren Vertrag an. In der Folgesaison wurde er jedoch abermals von Verletzungen zurückgeworfen und spielte nur zwei Spiele.
Anfang Januar 2010 wurde Gilbert Arenas auf zunächst unbestimmte Zeit suspendiert. Grund dafür waren nicht geladene Schusswaffen in seinem Spind im Verizon Center sowie sein Umgang mit der Situation. Er verfasste zahlreiche Twitter-Posts, in denen er sich über den Vorfall lustig machte. Die endgültige Suspendierung Arenas kam zustande, nachdem er vor dem Spiel gegen die Philadelphia 76ers im Mannschaftskreis mit seinen Fingern eine symbolische Pistole formte und auf seine Mitspieler richtete. Nach der Aussprache der Suspendierung wurde ein großflächiges Werbebanner, auf dem Arenas zu sehen ist, von der Wand des Verizon Centers entfernt. Am 15. Januar wurde Anklage wegen illegalen Waffenbesitzes gegen Arenas erhoben, woraufhin dieser sich schuldig bekannte. Er blieb jedoch auf freiem Fuß.
Am 27. Januar wurde die Suspendierung von der NBA bis zum Saisonende verlängert und auf den an der Auseinandersetzung beteiligten Javaris Crittenton ausgeweitet. Arenas wurde am 26. März zu zwei Jahren Haft auf Bewährung sowie dem Ableisten von 400 Sozialstunden verurteilt. Sein Werbevertrag mit Adidas wurde seitens des Unternehmens, auf Grund seiner Verurteilung, aufgelöst. Ursprünglich wollte Arenas ab der Saison 2010/11 mit der Rückennummer „6“ auflaufen; letztendlich entschied er sich jedoch für die Nummer „9“.
Mitte Dezember 2010 tradeten die Wizards ihren hochbezahlten Starspieler zu den Orlando Magic. Im Gegenzug erhielten die Wizards Rashard Lewis von den Magic, der dort einen ähnlich großen Vertrag wie Arenas hatte und die Erwartungen der Magic nicht erfüllen konnte. Arenas trug dort die Rückennummer „1“. Nach der Saison 2010/11 wurde er unter Gebrauch der sogenannten „Amnestie-Klausel“ von den Magic entlassen. Bei Benutzung der Klausel müssen Spielergehälter zwar weiterhin bezahlt werden, allerdings werden diese nicht mehr auf die Luxussteuer oder die Gehaltsobergrenze des Teams angerechnet.
Danach war Arenas Free Agent, bis er im März 2012 von den Memphis Grizzlies für den Rest der Saison 2011/12 zu drastisch reduziertem Gehalt verpflichtet wurde. Zur Saison 2012/13 erhielt Arenas keinen neuen Vertrag in Memphis.
Zur Saison 2012/13 gelang Arenas keine Rückkehr in die NBA und er wechselte im Oktober nach China zu den Shanghai Sharks. Er spielte ein Jahr für die Sharks und verpasste mit diesen die Play-offs. Nach der Saison verließ er das Team und war seither vereinslos.
2019 unterschrieb er einen Vertrag in der von Ice Cube gegründeten BIG-3 Basketball Liga.